# Дольницкий, Олег Владимирович
Оле́г Влади́мирович Дольни́цкий (укр. Оле́г Володи́мирович Дольни́цький; 5 июня 1926, Бучач, Польша (ныне Тернопольская область, Украина) — 15 февраля 2013, Киев) — украинский советский учёный, ортопед-травматолог, микрохирург, доктор медицинских наук (1968), профессор (1977). Государственная премия Украины в области науки и техники (1996). Педагог, создатель киевской школы детских микрохирургов.

## Биография
Родился в семье сельских учителей, детство прошло в с. Зозулинцы. 19 мая 1944 года призван в Советскую Армию, служил в Пензенской области, демобилизован в декабре 1946 года.
Летом 1947 года поступил в Черновицкий государственный медицинский институт.
В 1950 году выполнил первую научную работу «Сравнительная оценка современных способов обработки рук хирурга до операции», работа заняла 2 место на конференции студентов Западной Украины.
В 1952 году закончил мединститут и по распределению направлен в 3-х летнюю клиническую ординатуру в Киевский НИИ ортопедии и травматологии. Летом 1955 года зачислен в штат Киевского НИИ ортопедии и травматологии.
24 января 1957 года женился на Татьяне Антоновне Гронтковской (1937—1988).
С 1958 года работает ассистентом кафедры детской хирургии и ортопедии Киевского медицинского института им. А. А. Богомольца (заведующий кафедрой профессор А. Р. Шуринок).
В декабре 1959 года защита кандидатской диссертацию «Закрытые переломы трубчатых костей кисти» (научный руководитель — заместитель директора института доцент В.П. Захаржевский, официальные оппоненты: профессор А. Г. Елецкий и доцент М. В. Новиков).
В 1965 году присвоено звание доцента. В этом же году организовал и возглавил отделение детской ортопедии-травматологии при «Оматдет». В 1967 защитил докторскую диссертацию «Послеожоговые деформации у детей и их хирургическое лечение». Научные консультанты: профессор А. Р. Шуринок (детский хирург), Н.H.Зайко (патофизиолог) и Н. М. Петрунь (биохимик). Официальные оппоненты: И. М. Ищенко, член-корреспондент АН Украины, заведующий кафедрой факультетской хирургии КМИ, заслуженный деятель науки, генерал-майор медицинской службы; С. Я. Долецкий, член-корреспондент АМН СССР, заведующий кафедрой детской хирургии Центрального института усовершенствования врачей (г. Москва) и А. Х. Озеров, заведующий кафедрой ортопедии и травматологии Киевского медицинского института. Защита проходила под председательством профессора В. Д. Братуся.
Заместитель главы Межведомственной комиссии по профилактике детского травматизма при Киевском горисполкоме, член правления Республиканского общества ортопедов-травматологов Украины, главный детский ортопед-травматолог г. Киева (1964—1971). Выступал с докладами на 2 Всесоюзном съезде ортопедов-травматологов (1969), на 5 и 6 съездах ортопедов-травматологов Украины (1966, 1971).
11 марта 1976 года ученый совет КМИ выбрал на пост профессора кафедры хирургии и ортопедии детского возраста.
1976—1978 — заместитель декана педиатрического факультета КМИ.
Умер в Киеве. Похоронен на Лесном кладбище .

## Научная работа
16 сентября 1977 года Дольницким в Киеве выполнена первая в СССР и мире микрохирургическая операция на повреждённом при родах плечевом сплетении у девятимесячного младенца (на тот момент таких пациентов лечили только консервативно, а проблема считалась неврологической).
В 1983 году на 9-м съезде ортопедов-травматологов Украины впервые в СССР Дольницкий зачитал доклад на тему «Проблемы родового паралича руки у детей».
1985 — по инициативе и под руководством Дольницкого О. В. впервые в СССР открыто отделение детской микрохирургии (на базе «Охматдет»).
1987 — отделение реорганизовано в Центр детской микрохирургии Украины (приказ МОЗ Украины № 10 от 07.01.1987).
Основные направления научных разработок О. В. Дольницкого: Микрохирургия детского возраста, реконструктивная хирургия врожденных пороков развития грудной клетки у детей, хирургия кисти у детей, пластическая и реконструктивная хирургия опорно-двигательной системы при травмах и их последствиях.
135 научных работ, 6 монографий, 8 изобретений. При жизни изданы книги:
- Дольницкий О. В. Послеожоговые деформации у детей и их хирургическое лечение. — Киев, 1971. — 139 с. — ((Б-ка практ. врача)).
- «Травматические деформации кисти у детей» О. В. Дольницкий, Н. Ф. Дрюк. — К. : 1977. — 135 с. (Б-ка практ. врача)
- «Врожденные деформации грудной клетки у детей» О. В. Дольницкий, Л. Н. Дирдовская. — К. : 1978. — 117 с. — (Б-ка практ. врача)
- «Атлас хирургической патологии у детей» Н. Б. Ситковский, М. М. Басс, О. В. Дольницкий. — К. : Здоров’я, 1981. — 87 с. : ил. УДК 617:617-053.2(084.4)
- «Лечение родового паралича верхних конечностей» О. В. Дольницкий. — К. : 1985. — 127 с.
- «Атлас микрохирургических операций на периферических нервах» О. В. Дольницкий, Ю. О. Дольницкий. — К. : Вища школа, 1991. — 182 с : ил. — Библиогр.: с. 181—182. — 1600 экз.. — ISBN 5-11-001296-2
- «Детская травматология». О. В. Дольницький і співавт., К.: Книга Плюс, 2006[3]
- «А. Р. Шурінок — видатний дитячий хірург» О. В. Дольницький, К.: Книга Плюс, 2007
- «Історія кафедри дитячої хірургії» (2008)[4]
- «Природжені вади розвитку» (2009)[5]

## Педагогическая деятельность
Научный руководитель 10 диссертаций (2 докторские и 8 кандидатских).

## Награды
- 1982 — Серебряная медаль ВДНХ СССР за разработку микрохирургического метода восстановления функции руки при родовом параличе у младенцев.
- 1996 — Государственная премия Украины в области науки и техники «За разработку и внедрение новых методов диагностики и лечения повреждений периферической нервной системы, организацию хирургической помощи на Украине» Архивная копия от 7 мая 2021 на Wayback Machine.